# Липари (град)
Липари (итал. Lipari) је насеље у Италији у округу Месина, региону Сицилија. Насеље се налази на истоименом острву.
Према процени из 2011. у насељу је живело 4263 становника. Насеље се налази на надморској висини од 13 m.

## Становништво
Према резултатима пописа становништва 2011. у општини је живело 11.642 становника.
| 1936.  | 1951.  | 1961.  | 1971.  | 1981.  | 1991.  | 2001.  | 2011.  |
| ------ | ------ | ------ | ------ | ------ | ------ | ------ | ------ |
| 14.156 | 11.799 | 11.037 | 10.037 | 10.547 | 10.382 | 10.554 | 11.642 |

## Партнерски градови
- Auronzo di Cadore